# Харскирхен
Харскирхен (фр. Harskirchen) насеље је и општина у источној Француској у региону Алзас, у департману Доња Рајна која припада префектури Саверн.
По подацима из 2011. године у општини је живело 836 становника, а густина насељености је износила 57,98 становника/km². Општина се простире на површини од 14,42 km². Налази се на средњој надморској висини од 240 метара (максималној 277 m, а минималној 213 m).

## Демографија
| 1962. | 1968. | 1975. | 1982. | 1990. | 1999. | 2011. |
| ----- | ----- | ----- | ----- | ----- | ----- | ----- |
| 721   | 742   | 811   | 821   | 871   | 847   | 836   |

График промене броја становника у току последњих година